# Midgegooroo
Midgegooroo (¿?-22 de mayo de 1833) fue un indígena australiano perteneciente a la tribu de los noongar, de la cual desempeñó un papel dominante en la resistencia indígena al establecimiento blanco en el área de Perth, Australia Occidental. Más conocido como el padre de Yagan, Midgegooroo fue ejecutado por los colonos blancos en 1833.
No se sabe nada de la vida de Midgegooroo antes de la llegada de los colonos blancos en 1829. En aquella época, Midgegooroo era ya un hombre mayor, y una autoridad jerárquica en su grupo familiar. Descrito como una persona pelo largo y un topetón distintivo en su frente, Midgegooroo tenía dos esposas: una anciana como él y la otra joven. Se le conoce por haber tenido cuatro hijos, Yagan, Narral, Billy y Willim.
La familia de Midgegooroo tenía acostumbrado el uso de la tierra sobre un área muy grande en el cual ahora se encuentra el distrito metropolitano de Perth, y podía moverse libremente sobre un área incluso más grande, probablemente debido a los lazos de parentesco con los vecinos.

## Legado
En junio de 2008, el Departamento del medio ambiente y conservación australiano aprobó el cambio de nombre del Parque Nacional Canning, a el Parque Nacional Midgegooroo.